# 小行星4774
小行星4774（英語：4774 Hobetsu）是一颗围绕太阳公转的小行星。1991年2月14日，上田清二、金田宏在钏路市发现了此天体。
这颗小行星的绝对星等为237.24705等。